# Jackson Rowe
Jackson Rowe, född 1 juli 1997 i Toronto i Ontario, är en kanadensisk professionell basketspelare (SF) som spelar för Golden State Warriors i National Basketball Association (NBA).
Han har även spelat som proffs i Frankrike, Kanada, Sverige och Tyskland. I Sverige spelade Rowe för Norrköping Dolphins och där lyckades han och laget vinna Svenska Basketligan för säsongen 2021–2022.
Rowe blev aldrig NBA-draftad.
Innan han blev proffs studerade Rowe vid California State University, Fullerton och spelade för deras idrottsförening Cal State Fullerton Titans.